# Dinh Khẩu
Dinh Khẩu (tiếng Trung giản thể: 营口市, bính âm: Yíngkǒu shì, Hán-Việt: Dinh Khẩu thị) là một địa cấp thị của tỉnh Liêu Ninh, nằm ở phía đông bắc Trung Quốc.
Đây là một thành phố cảng bên bờ Bột Hải. Sông Liêu Hà chảy ra biển tại Dinh Khẩu. Diện tích Dinh Khẩu là 5.502 km², dân số năm 2020 là 2.328.582 người, đứng thứ 9 trong tỉnh. Có 1.228.198 người sống trong vùng nội thành của thành phố gồm ba quận (Trạm Tiền, Tây Thị và Lão Biên) và thành phố cấp huyện Bát Ngư Khuyên. Dinh Khẩu trước đây được gọi là Ngưu Trang (牛莊; bính âm: Niúzhuāng; tiếng Mãn: Ishangga gašan hoton) - một trong những Cảng hiệp ước theo Hiệp ước Thiên Tân năm 1858. Trên thực tế thị trấn Ngưu Trang nằm cách đó khoảng 30 dặm về phía thượng nguồn và cảng hiệp ước trên thực tế là cảng Ngưu Trang.
Dinh Khẩu là một thành phố kết nghĩa với Jacksonville, Florida từ năm 1990. Cảng Dinh Khẩu cũng ký thỏa thuận cảng kết nghĩa với Cảng vụ Hamilton của Hamilton, Ontario, Canada tháng 11 năm 2005.

## Hành chính
Dinh Khẩu quản lí trực tiếp 4 quận và quản lí đại thể 2 thành phố cấp huyện.
- Quận: Trạm Tiền (站前区), Tây Thị (西市区), Bát Ngư Khuyên (鲅鱼圈区), Lão Biên (老边区)
- Thành phố cấp huyện: Cái Châu (盖州市), Đại Thạch Kiều (大石桥市)

## Dự án căn cứ bên bờ biển
Hiện tại diện tích nội thành của Dinh Khẩu là 54 km², nhưng đang có dự án mở rộng rộng diện tích. Giai đoạn 1 đang được thực hiện sẽ bổ sung cho Dinh Khẩu 44 km² khu công nghiệp và dân cư. Giai đoạn 2 sẽ hoàn thành năm 2010 sẽ bổ sung cho Dinh Khẩu 157 km² đất công nghiệp và đô thị.